# Óscar Benítez
Pour les articles homonymes, voir Benitez.
Oscar "Junior" Benítez, né le 14 janvier 1993 à Adrogué en Argentine, est un footballeur argentin évoluant au poste d'attaquant.

## Biographie
Natif d'Adrogué, dans la banlieue de Buenos Aires, Benítez est issu du centre de formation du CA Lanús. Il fait ses débuts professionnels à l'âge de 19 ans.
En décembre 2013, alors âgé de 20 ans, il remporte la Copa Sudamericana, en battant l'équipe brésilienne de Ponte Preta en finale.
Le 29 mai 2016, Benítez marque le premier but de la finale du championnat argentin. Son but est suivi de trois autres qui marqueront la victoire du Club Atlético Lanús face au San Lorenzo (4-0). 
Le 6 juillet 2016, il signe un contrat de cinq ans avec le Benfica Lisbonne. Le 1er septembre, il est prêté au SC Braga. Il retourne au Benfica le 6 janvier 2017.

## Palmarès
Lanús
- Champion d'Argentine en 2016
- Vainqueur de la Copa Sudamericana en 2013
- Finaliste de la Recopa Sudamericana en 2014

Boca Juniors
- Champion d'Argentine en 2017 et 2018